# Novo Progresso
Novo Progresso là một đô thị thuộc bang Pará, Brasil. Đô thị này có diện tích 38162,317 km², dân số năm 2007 là 21452 người, mật độ 0,56 người/km².